# Aquifex aeolicus
Aquifex aeolicus  (лат.) — вид палочковидных одноклеточных бактерий длиной от 2 до 6 мкм и диаметром около 0,5 мкм. Это один из немногих видов, принадлежащих типу Aquificae, который включает в себя несколько необычных видов термофильных бактерий, которых считают одними из древнейших бактерий.
Aquifex aeolicus лучше всего развивается в воде при температуре от 85 до 95 °C и обитает вблизи подводных вулканов и горячих источников. Для жизнедеятельности ей необходим кислород (хотя она может существовать и в среде с низким уровнем кислорода — до 7,5 ppm). В процессе дыхания производит воду в качестве побочного продукта («Aquifex» означает «создающий воду»). Представители вида, как правило, образуют большие конгломераты, включающие в себя до 100 отдельных клеток. Они были обнаружены около островов к северу от Сицилии.
Геном Aquifex aeolicus был успешно расшифрован. Длина её генома составляет лишь около трети от длины генома Escherichia coli. Сравнение генома Aquifex aeolicus и других организмов показали, что около 16 % её генов происходят от царства архей. A. aeolicus имеет наименьший геном из всех известных непаразитических организмов. Он составляет 1,5 Мб и содержит 1512 генов.